# Pauline Guéymard-Lauters
Anne Pauline Guéymard-Lauters (Ixelles, Brussel·les, 1 de desembre de 1834 - París, 10 de maig de 1918) fou una cantant important d'òpera del París del segle xix, creant importants papers de soprano i mezzosoprano en l'Òpera de París. La seva gamma vocal ha estat descrita com "una soprano de gran extensió".

## Vida i carrera professional
Fou filla de Paul Lauters (1806-1875) un pintor paisatgista de certa anomenada.

Pauline Lauters es va casar als disset anys el setembre de 1852 amb Louis Deligne (1831-1908), sent coneguda aleshores com a Deligne-Lauters, amb qui va marxar a viure a París. Allà va continuar els seus estudis de veu amb Stéphen de la Madeleine (1801-1868). Després d'uns concerts amb molt d'èxit, el director del Théâtre-Lyrique de París, Jules Seveste, la va contractar l'any 1854 per a la companyia del teatre. Va cantar el paper principal a Le Billet de Marguerite (estrena el 7 d'octubre de 1854), Annette (Agathe) a Robin des Bois (Freischutz) el 1855 i Margarita a Les Lavandières de Santarem (estrena el 27 d'octubre de 1855). A finals de 1855 va deixar la companyia per fer una gira de concerts per la Gran Bretanya.

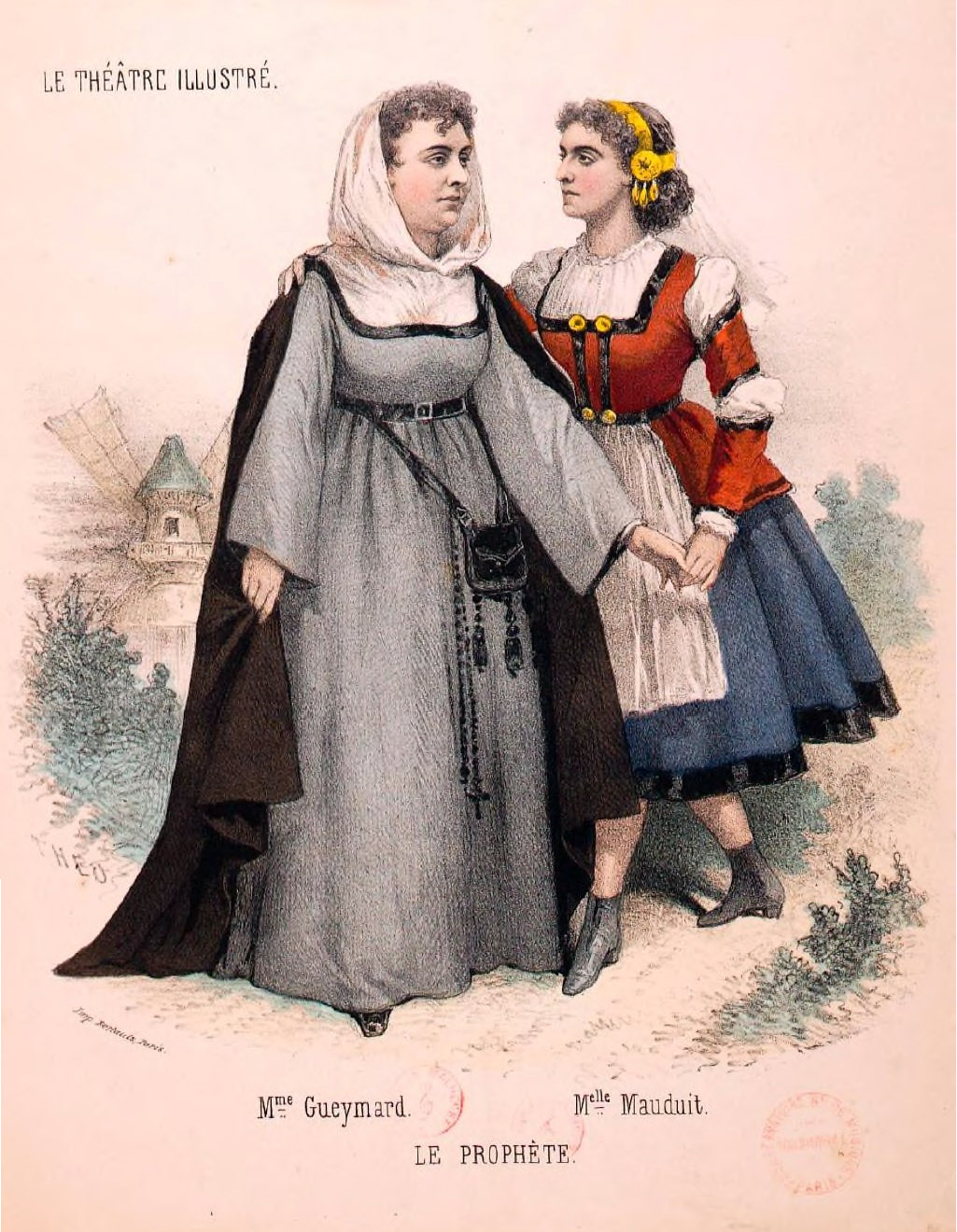
Pauline Guéymard-Lauters (esquerra) a Le Prophète el 1866

El seu debut a l'Òpera de París va tenir lloc el 12 de gener de 1857, a l'estrena de la versió francesa revisada de Il Trovatore, estrenada sota el títol de Le Trouvère, de Giuseppe Verdi, on va cantar el paper de Léonore. També va crear els papers de Lilia a Herculanum (4 de març de 1859) de Félicien David i Laura a Pierre de Médicis pel príncep Joseph Poniatowski.
Ja divorciada de Deligne, Pauline es va casar amb el tenor principal Louis Guéymard (1822-1880) en febrer de 1858, prenent el cognom del nou marit i passant a ser Guéymard-Lauters.
Entre altres papers, va cantar a París els papers de Valentine de Les Huguenots, Balkis de La Reine de Saba, Gilda de La Mule de Pedro, Donna Elvira de Don Giovanni i Alde de Roland à Roncevaux.
Lauters va crear el paper de la princesa Èboli de Don Carlos l'11 de març de 1867 a l'Òpera de París. La contralt Rosine Bloch era la cantant prevista en un principi, però Perrin va persuadir Verdi per adaptar i transposar el paper per a cantants de veu més aguda, introduint problemes de tessitura amb el canvi als que posteriors cantants del paper han hagut de fer front. L'any 1868 fer un viatge per cantar a Madrid, un cop separada legalment del seu marit. Va arribar a la capital espanyola a finals d'octubre, interpretant al llarg del mes de novembre Il Trovatore i Gli Ugonotti (Les Huguenots, cantat en italià), tornant a París a finals del mateix any.
També va crear Gertrude al Hamlet d'Ambroise Thomas el 1868 i Myrrha a La Coupe du roi de Thulé d'Eugène-Émile Diaz el 1873.
Retirada dels escenaris des de 1876, va morir el 10 de maig de 1918 al número 38 de la Rue Nicolo de París. L'habitatge havia pertangut fins al 1899 al milionari Jean-Hubert Debrousse, que havia llegat la propietat a l'Assistència Pública deixant l'usdefruit a l'ex cantant.